# Głęboko w sercu
Głęboko w sercu – singiel zespołu Maanam, wydany w czerwcu 2006. Zespół przedstawił ten utwór na XLIII Krajowym Festiwalu Piosenki Polskiej w Opolu w 2006. 
Jest to ostatni singiel Maanamu przed zakończeniem działalności, która miała miejsce 31 grudnia 2008.

## Lista utworów
1. „Głęboko w sercu” – 2:56

## Twórcy
- Kora – śpiew
- Marek Jackowski – gitary
- Janusz Iwański – gitary
- Bogdan Wawrzynowicz – gitara basowa
- Cezary Kaźmierczak – instrumenty klawiszowe
- Jose Manuel Alban Juarez – perkusja

- Producent muzyczny – Marek Jackowski, Maanam, Adam Toczko, Przemek Momot
- Nagranie – Adam Toczko & Przemek Momot / Elektra Studio
- Zgranie – Adam Toczko, Marek Jackowski
- Mastering – Grzegorz Piwkowski
- Nagrano w Studio Elektra / Warszawa, maj 2006

- Management: Kamiling Publishing / Mateusz Labuda